# Ferdinand II. z Braganzy
Ferdinand II. z Braganzy (1430 – 20. června 1483, Évora) byl mimo jiné 3. vévodou z Braganzy a 1. vévodou z Guimarães. Je znám tím, že byl popraven za velezradu proti králi.

## Mládí

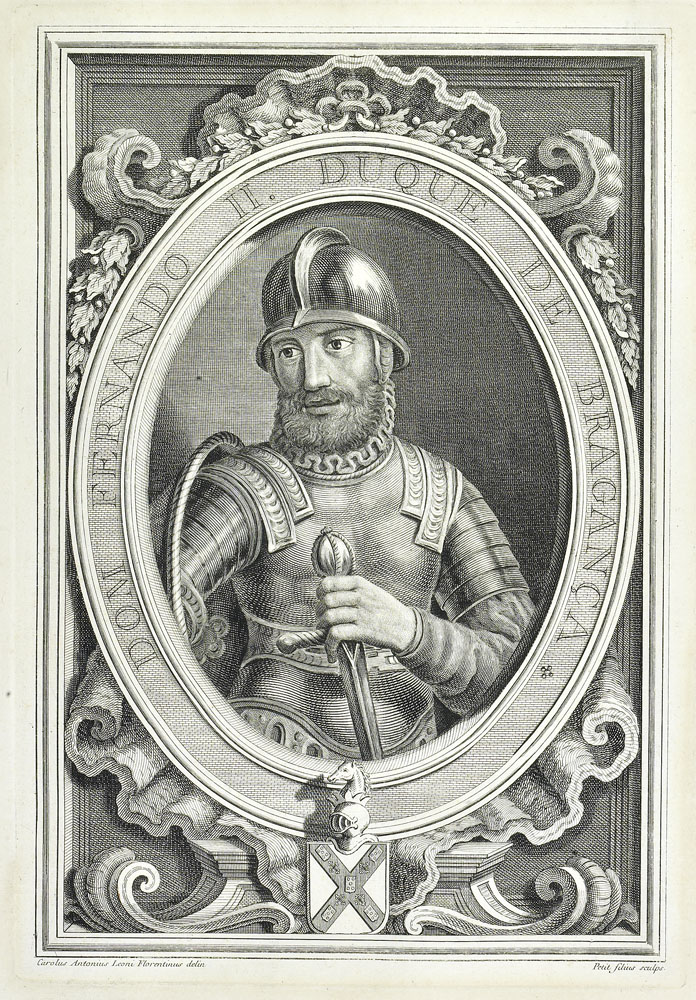
Posmrtná kresba Ferdinanda II.

Ferdinand se narodil v roce 1430, byl to úspěšný mladý muž a rychle se stal populárním mezi portugalskou šlechtou. Nejvíce si jej vážil portugalský král Alfons V., Ferdinand krále vždy doprovázel při různých vpádech do Maroka, kde se účastnil několika výbojů a expedic. Jako oblíbenec krále byl v roce 1464 jmenován hrabětem z Guimarães. V roce 1475 byl povýšen na vévodu z Guimarães.
Ferdinand se účastnil války o kastilské dědictví. Po smrti krále Jindřicha IV. Kastilského se jeho dcera a dědička Jana la Beltraneja provdala za portugalského krále Alfonse V. a byla prohlášena "královnou Kastilie", potýkala se však s protivníkem, svou nevlastní tetou, budoucí královnou Isabelou Kastilskou. Portugalci vtrhli do Kastilie a Ferdinand byl během bitvy u Tora zodpovědný za bezpečnost královny Jany.
Když v roce 1478 zemřel jeho otec Ferdinand I., 2. vévoda z Braganzy, a Ferdinand zdědil otcovy četné tituly, nejvýznamnějším byl titul vévody z Braganzy. Braganzové byli tehdejším nejmocnějším rodem Portugalského království (se sídlem ve Vila Viçosa) a jedním z nejmocnějším na celém Pyrenejském poloostrově.

## Zrada a pád
Když se po smrti krále Alfonse V. stal králem jeho syn Jan II., snažil se snížit moc portugalské šlechty, která za vlády jeho otce prosperovala. Král se především zaměřil na zmenšení pravomocí dvou nejmocnějších šlechtických rodů v království, rodu Beja a Viseu a rodu Braganza.
Král Jan II. obvinil svého bratrance Dioga I. z Beje a Viseu (švagra Ferdinanda II.) z velezrady a nechal ho brutálně popravit. Král brzy poté obvinil svého druhého nevlastního bratrance, Ferdinanda II. z Braganzy, z velezrady a nechal jej v roce 1483 ve městě Évora popravit. Poté byl majetek rodu Braganza zkonfiskován a rodina uprchla do Kastilie, odkud se vrátila do své vlasti v roce 1498, kdyby byly všechny dříve odebrané tituly a majetky vráceny rodu z Braganzy.

## Manželství a potomci
Ferdinand byl dvakrát ženatý. Jeho první manželkou byla Leonor de Menezes, ta mu však neporodila žádné děti. V roce 1472 se podruhé oženil s Isabelou, dcerou Ferdinanda z Beji a Viseu a sestrou pozdějšího portugalského krále Manuela I. Manželé spolu měli čtyři děti, z nichž se dospělosti dožili dva synové:
- Jakub z Braganzy (1479 – 20. září 1532), 4. vévoda z Braganzy a 2. vévoda z Guimarães,
⚭ 1500 Leonor Pérez de Guzmán (? – 2. listopadu 1512)
⚭ 1520 Jana z Mendoçy
- Dinis z Braganzy (1481 – 9. května 1516), hrabě z Lemos, ⚭ 1501 Beatriz de Castro Osório